# François Forestier de Villeneuve
Pour les articles homonymes, voir François Forestier et Forestier (homonymie).
François-André Forestier de Villeneuve, plus souvent appelé simplement François Forestier ou Forestier l'Aîné, né le 22 février 1698 à Rennes, où il est mort le 20 janvier 1765, est un ingénieur et architecte français du XVIIIe siècle. Il construit notamment des églises et des hôtels particuliers, et élabore en 1726 le nouveau plan directeur de Rennes pour sa reconstruction.

## Biographie
François-André Le Forestier de Villeneuve, ou François Forestier de Villeneuve, est né à Rennes le 22 février 1698, issu d'une branche cadette d'une famille originaire du Velay et du Vivarais. Il est parfois appelé « Forestier l'Aîné » pour le distinguer de son frère Antoine, dit « Forestier le Jeune », lui aussi architecte.

### Ingénieur et architecte de Rennes, plan directeur

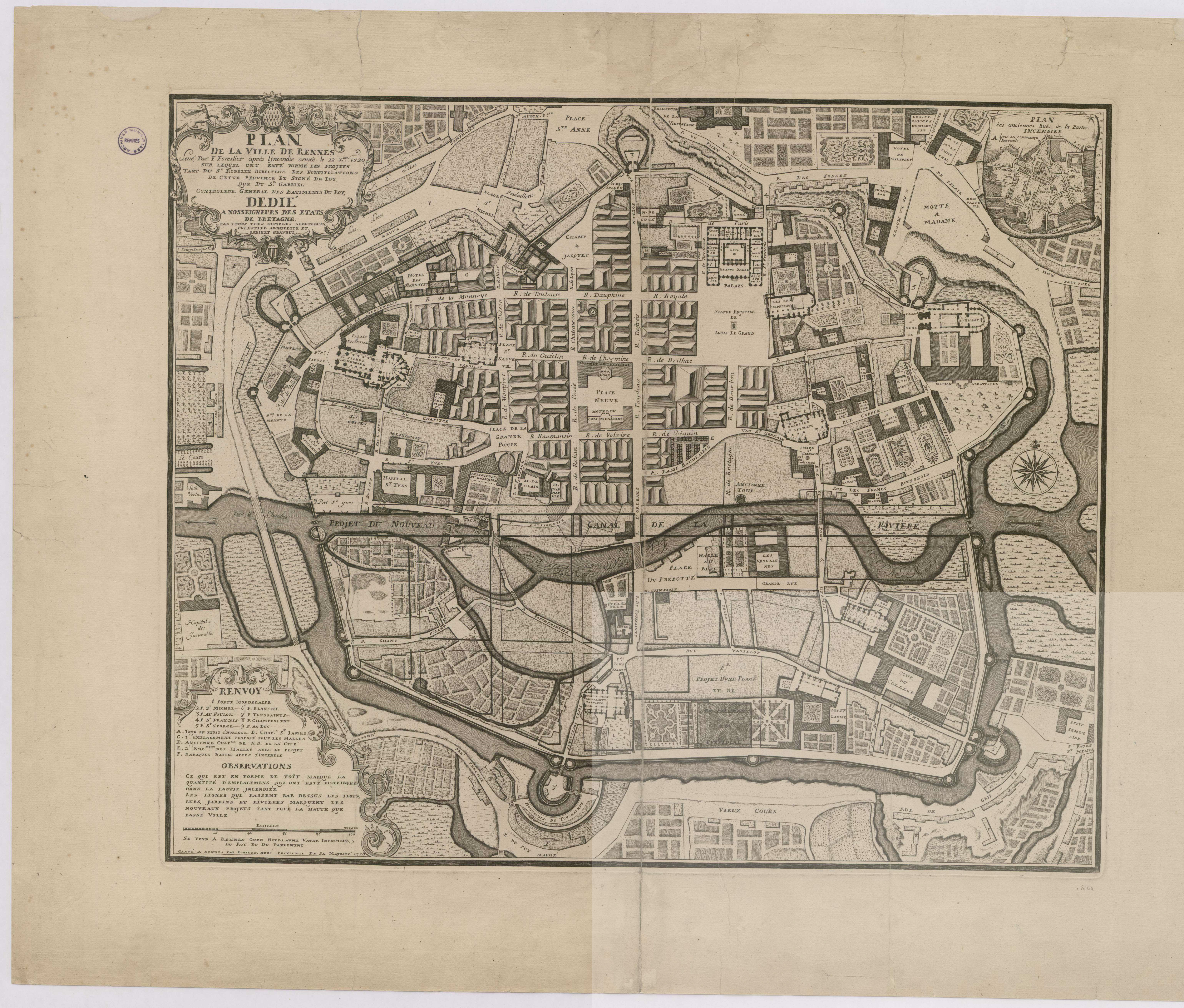
Ensemble du plan directeur de Rennes par Forestier, 1726, avec indication des projets de reconstruction.

François Forestier est ingénieur et architecte des bâtiments de la ville de Rennes,.
Il dresse plusieurs plans de la ville. En 1718 il lève le plan de Rennes et de ses faubourgs. Ses plans les plus importants datent d'après l'incendie de la ville en 1720,. 
En vue de la reconstruction des quartiers détruits par cet incendie, François Forestier établit en 1726 le nouveau plan directeur de la ville de Rennes. Il élabore ce plan à partir des projets antérieurs de Gabriel, un des architectes du roi, et d'Isaac Robelin,,. Il donne en 1727 et 1729 d'autres versions de ses plans, assisté notamment par Huguet. Plusieurs de ses plans sont encore réédités en 1782, 1783, 1792, 1802, 1830, 1857, 1861.

### Constructions

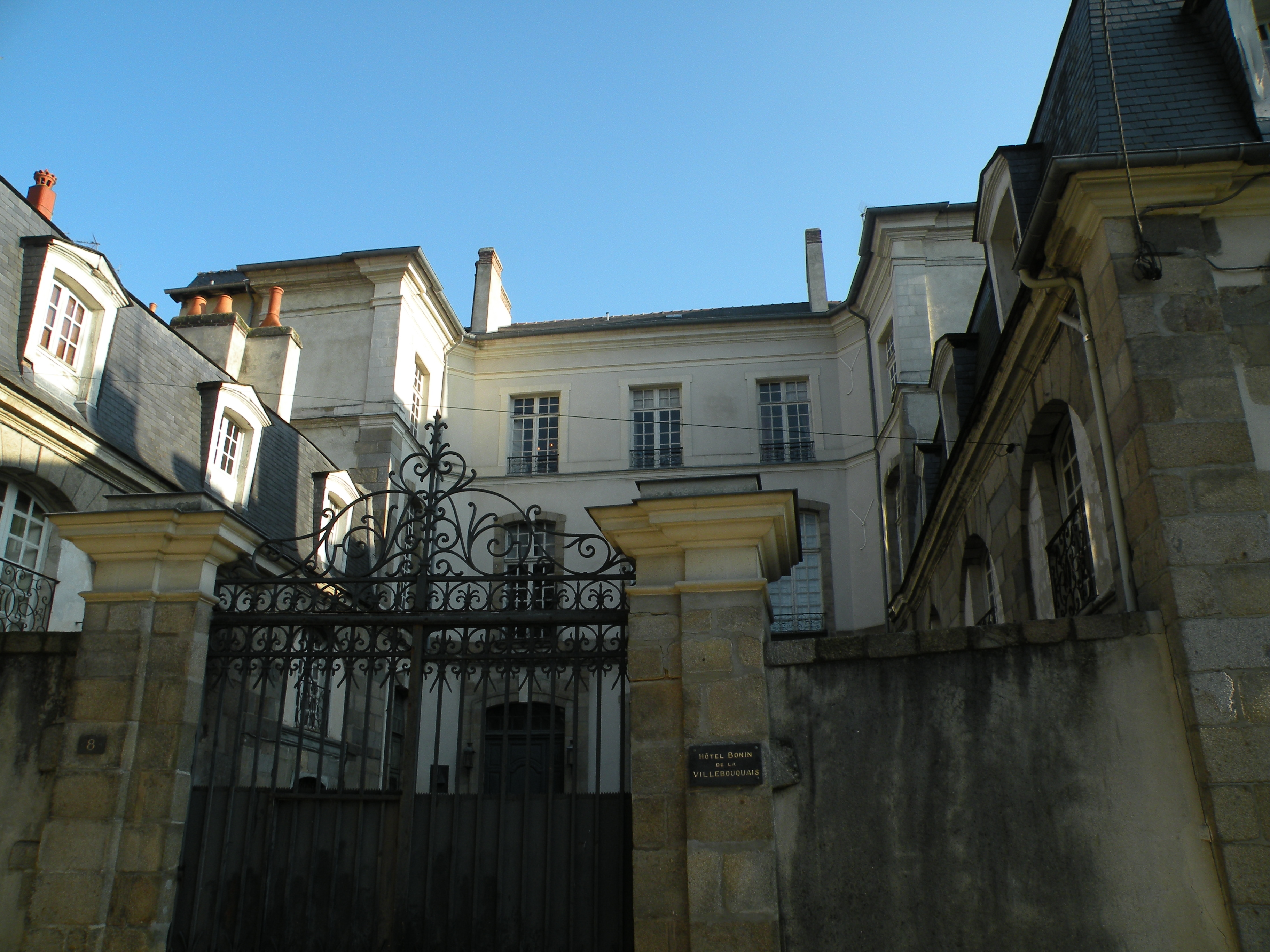
L'hôtel de la Villebouquais, conçu par Forestier de Villeneuve en 1729.

Il dessine en 1729 les plans de l'hôtel particulier du Halgouët, pour le conseiller de Coniac, et le fait construire à partir de 1733. L'hôtel comporte un corps de logis principal sur trois niveaux, flanqué de deux petites ailes autour d'une cour fermée par un grand portail. Cette demeure est maintenant appelée l'hôtel de la Villebouquais,.

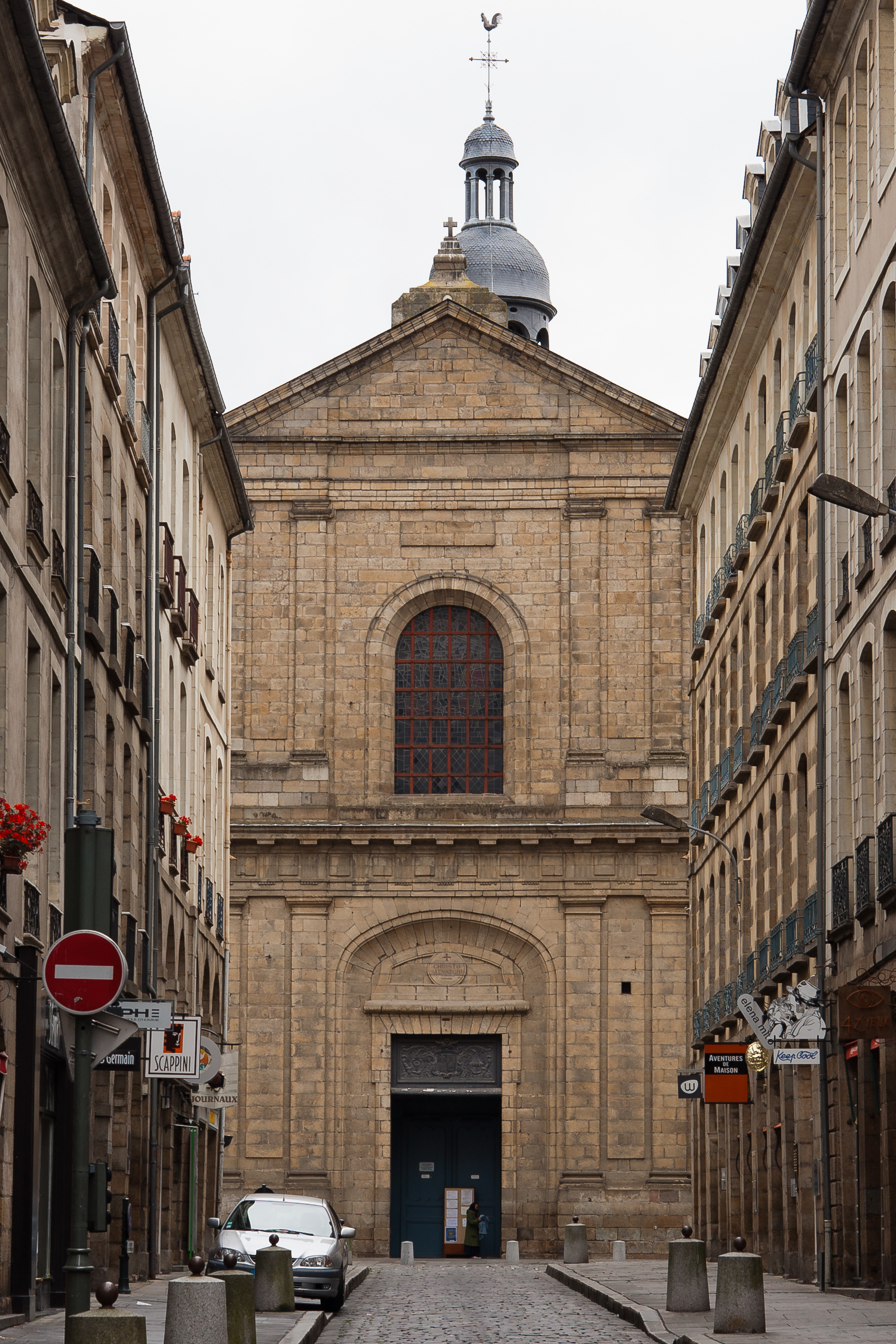
Façade de Saint-Sauveur, datant de 1755 environ.

Succédant à J. Gabriel et à François Huguet mort en 1730, François Forestier modifie les plans de la basilique Saint-Sauveur de Rennes (alors église paroissiale), pour s'adapter aux changements structurels du voisinage et aux impératifs économiques. Il en redessine la façade et en crée une à l'italienne, édifiée vers 1755. Il redessine aussi le portail et les vantaux. La nef et les voûtes, commencées en 1755, sont terminées en 1760. L'ensemble qu'il crée est plus sobre et moins ambitieux que la conception originelle jugée trop coûteuse. Il conçoit et fait construire une tour à droite de la façade, dite « tour du clocher », peut-être dans l'idée d'édifier une autre tour à gauche,,,.
En 1733, il dresse les plans du Jeu de paume du Pigeon. Il est aussi sollicité dans d'autres villes comme à Vitré, où il établit en 1756 les plans pour consolider le clocher de l'église Notre-Dame.
François Forestier fait construire aussi la Commission intermédiaire en 1760.

### Dessins et lavis
Forestier réalise d'autres œuvres artistiques que ses plans. Il dessine en 1720 une vue de Rennes. Ce dessin est intitulé « Vue et perspective de la ville de Rennes du côté de Beaumont » ; il est jugé artistiquement médiocre mais d'un grand intérêt documentaire, datant d'avant l'incendie.
Ses lavis sont appréciés, comme celui représentant en 1756 la statue de Louis XV.
Il meurt à Rennes le 20 janvier 1765.

### Famille, postérité
Il épouse Étiennette Gainche ou Guinche, née en 1692, fille de Simon Gainche, procureur à Rennes, et de Louise Frogerays. 
- Ils ont au moins quatre enfants enfants :
  - Pierre Joseph Forestier de Villeneuve
  - Louis-Étienne Forestier de Villeneuve, ingénieur des ponts et chaussées pour la province de Bretagne, ingénieur des États de Bretagne ; il épouse Françoise Rougier, dont onze enfants[22].
  - Marie Perrine Forestier de Villeneuve
  - Françoise Yvonne Forestier de Villeneuve, qui épouse Jacques Bonaventure Blin (1726-1811), chirurgien, conseiller général, neuf enfants, dont :
    - François-Pierre Blin (1756-1834), député aux États généraux de 1789, médecin, directeur de l'École de médecine de Nantes.
    - Jean-Charles Blin, médecin.
    - Joseph Blin (1764-1834), homme politique, député au Conseil des Cinq-Cents, président de la Fédération de Bretagne.

Son frère Antoine Le Forestier réalisa des constructions  typiques de l'« architecture neutre » qui se développe au XVIIIe siècle, dont les formes extérieures sont simples, quasi anonymes, car l'aspect extérieur de l'édifice est alors considéré comme étant sans importance (comme à l'église Saint-Patern de Louvigné-de-Bais).